# IEEE 802.11

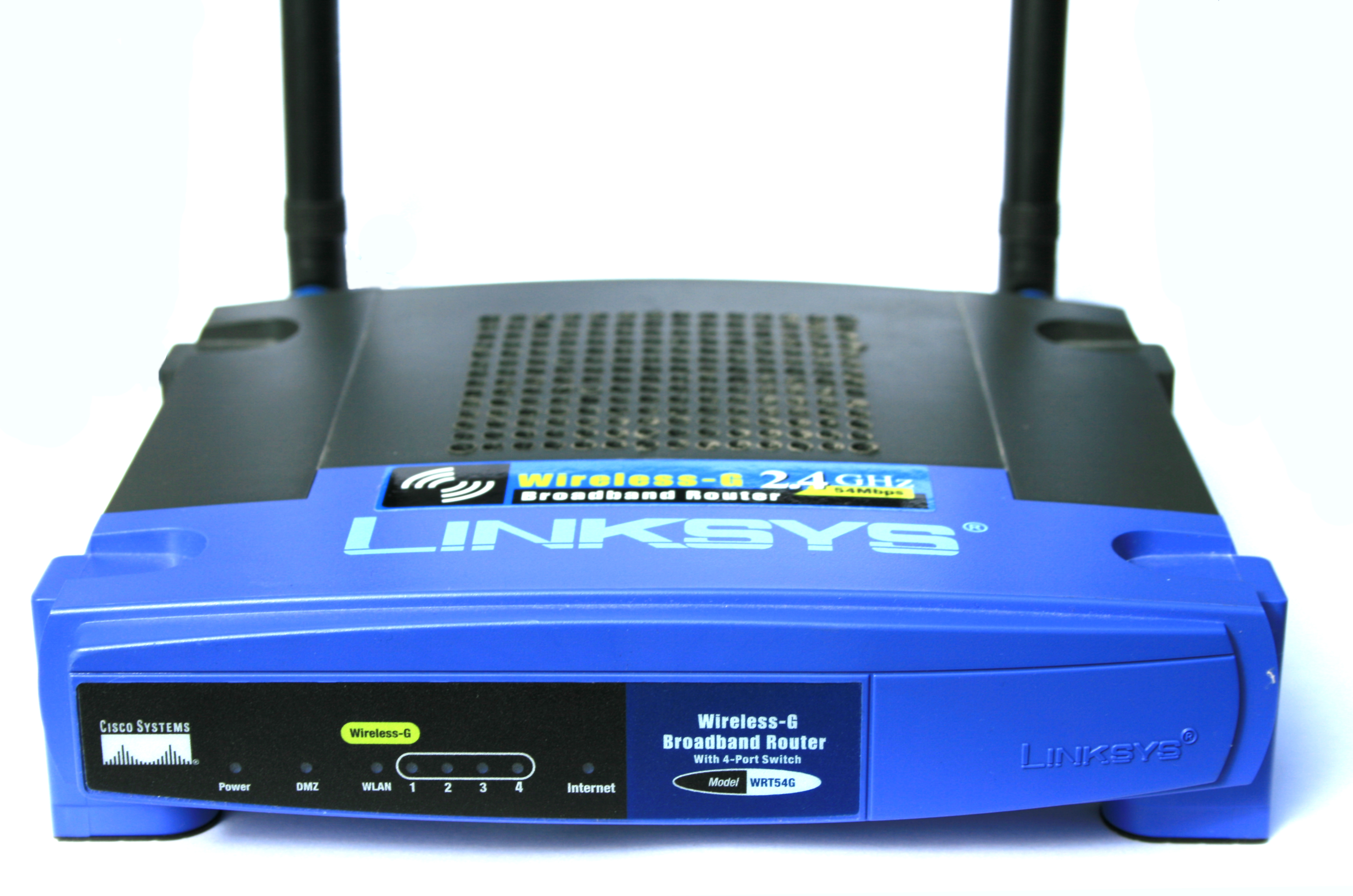
Zařízení Linksys WRT54G se skládá z routeru s vysílačem/přijímačem pracujícím na standardu IEEE 802.11b/g (běžně používáno v prvním desetiletí 21. století) se dvěma anténami a se switchem se čtyřmi porty.

IEEE 802.11 je sada standardů pro bezdrátovou komunikaci v lokálních sítích používající obchodní název Wi-Fi (označováno též WLAN, Wireless LAN). Standardy jsou vyvíjeny 11. pracovní skupinou IEEE LAN/MAN standardizační komise (IEEE 802). Označení 802.11x (kde x jsou doplňující písmena) je používáno pro novější doplňky k původnímu standardu IEEE 802.11. Pro komunikaci jsou využívány volné rádiové frekvence v ISM pásmu.

## Charakteristika
| Standard      | Označení | Rok vydání | Pásmo [GHz] | Maximální rychlost [Mbit/s] | Fyzická vrstva |
| ------------- | -------- | ---------- | ----------- | --------------------------- | -------------- |
| IEEE 802.11   | Wi-Fi    | 1997       | 2,4         | 2                           | DSSS a FHSS    |
| IEEE 802.11b  | Wi-Fi 1  | 1999       | 2,4         | 11                          | DSSS           |
| IEEE 802.11a  | Wi-Fi 2  | 1999       | 5           | 54                          | OFDM           |
| IEEE 802.11g  | Wi-Fi 3  | 2003       | 2,4         | 54                          | OFDM           |
| IEEE 802.11n  | Wi-Fi 4  | 2009       | 2,4/5       | 600                         | MIMO OFDM      |
| IEEE 802.11y  | -        | 2008       | 3,7         | 54                          |                |
| IEEE 802.11ac | Wi-Fi 5  | 2013       | 5           | 6928                        | MU-MIMO OFDM   |
| IEEE 802.11ad | -        | 2012       | 60          | 6757                        | DMG            |
| IEEE 802.11ax | Wi-Fi 6  | 2019       | 2,4/5       | 600–9608                    | MU-MIMO OFDMA  |
| IEEE 802.11ax | Wi-Fi 6E | 2020       | 2,4/5/6     | 600–9608                    | dtto pro 6GHz  |
| IEEE 802.11be | Wi-Fi 7  | (2025)     | 2,4/5/6     | 1376–46120                  |                |
| IEEE 802.11bn | Wi-Fi 8  | (2028)     | 2,4/5/6     | 100 000                     |                |

Standard 802.11 zahrnuje několik druhů modulací pro posílání radiového signálu, přičemž všechny používají stejný protokol. Nejpoužívanější modulace jsou definované v dodatcích k původnímu standardu s písmeny a, b, g. Standard 802.11n přináší další techniku modulace. Původní zabezpečení bylo vylepšeno dodatkem i. Další dodatky (c–f, h, j) pouze opravují nebo rozšiřují předchozí specifikaci.
Standard 802.11a používá frekvenci 5 GHz (v ČR celkem 19 nepřekrývajících kanálů, celkem je jich až 200). Standardy 802.11b, 802.11g a 802.11n používají 2,4 GHz pásmo (v ČR celkem 13 kanálů, ale nepřekrývající jsou pouze tři, v některých zemích čtyři). Obě frekvence jsou ve většině zemí k dispozici jako bezlicenční ISM pásmo (k volnému použití bez nutnosti platit státu licenční poplatky), protože tyto frekvence jsou dobře pohlcovány vodou a proto není možné je pronajímat. Frekvenci 2,4 GHz proto používají mikrovlnné trouby pro ohřev vody nebo různé lékařské a průmyslové přístroje.
Bezlicenční pásmo 2,4 GHz používají kromě Bluetooth/Wi-Fi také různá zařízení, jako jsou domácí bezdrátové kamery, bezdrátové telefony, bezdrátové myši, klávesnice a další zařízení, protože poměrně dobře překonává překážky (zdi a podlahy). Kanály 1 až 6 využívají také radioamatéři. Výsledkem je, že je pásmo 2,4 GHz hlavně ve větších městech velmi zarušené a komunikace je obtížná, pomalá nebo úplně nemožná.
Bezlicenční pásmo 5 GHz je používáno kratší dobu, protože hůře překonává překážky (zdi, podlahy) než frekvence 2,4 GHz (čím vyšší frekvence, tím se více chová jako světlo). Je využíváno původním standardem 802.11a a povinně až novějším 802.11ac, je méně přetížené a zarušené než pásmo 2,4 GHz.
Nepoužívaný standard IEEE 802.11y využívá frekvenci 3,7 GHz, kde se nachází jedno z volných míst mezi TV kanály (na základě studií, které doporučily taková bílá místa využívat). Nikdy však nedošlo k zařazení této frekvence do bezlicenčního ISM pásma, takže případné používání by podléhalo povolení k licencovanému provozu od telekomunikačního dozoru příslušného státu. Původní určení počítalo s povolením vysokého vyzařovacího výkonu (až 20 W) a provozem na velké vzdálenosti (5 km).
Standard 802.11ad přidává pásmo 60 GHz (první zařízení byla na trhu v roce 2016), které však kvůli vysoké frekvenci už vyžaduje přímou viditelnost mezi vysílačem a přijímačem.
Standardy 802.11ax nebo připravovaný 802.11be používají kromě běžných frekvencí 2,4 a 5 GHz ještě pásmo 6 GHz, které je schopné podobně jako u frekvence 5 GHz překonávat menší překážky (například zeď), není však uvolněné ve všech zemích světa.
V říjnu roku 2018 zavedla Wi-Fi Alliance pro lepší orientaci nová označení pro jednotlivé verze standardů IEEE 802.11 ve stylu Wi-Fi x (kde x označuje číslem konkrétní verzi standardu). Oficiální číslování začíná až číslem 4 (tj. Wi-Fi 4), předchozí čísla jsou používána neoficiálně, a proto jsou v tabulce uvedena šedivou barvou.

## Kompatibilita
Vzájemnou kompatibilitu Wi-Fi zařízení zaručuje certifikační proces deklarovaný logem Wi-Fi Alliance. Typicky je zajištěna zpětná kompatibilita nových zařízení se staršími.

### 802.11g
Hardware podporující 802.11g (2,4 GHz, až 54 Mbps, od roku 2003) je plně zpětně kompatibilní se starším hardware 802.11b (od roku 1999). Avšak přítomnost 802.11b zařízení v síti 802.11g ji může velmi výrazně zpomalit, a proto některé 802.11g routery podporují speciální režim 54g LRS (Limited Rate Support). Standard 802.11g používá novější modulační schéma OFDM, které přebírá od standardu 802.11a s rychlostmi 6, 9, 12, 18, 24, 36, 48 a 54 Mbit/s a pro rychlosti 5,5 a 11 Mbps se vrací ke staršímu modulačnímu schématu CCK (podle 802.11b) a tím i DBPSK/DQPSK+DSSS pro 1 a 2 Mbps. Díky novému ODFM dosahuje 802.11g na stejných frekvencích vyšších přenosových rychlostí.
Protože zařízení podporující 802.11g nastoupily masivně na trh ještě před vydáním konečné verze tohoto standardu a kvůli stáří a krátkému prodeji zároveň již prakticky neexistují zařízení podporující pouze standard 802.11b, je výhodné na přístupových bodech zakázat standard 802.11b (tj. vypnout podporu rychlostí 1, 2, 5,5 a 11 Mbps). Tím je zamezeno, aby 802.11g zařízení přepnula na nižší rychlosti (což se děje automaticky při zhoršení síly/kvality signálu) a přístupový bod musel vynutit pro všechna ostatní připojená zařízení pomalejší modulaci DSSS.
Vedlejším efektem vypnutí 802.11b je, že nejnižší mandatorní rychlost bude vyšší, a protože na nejnižší rychlosti vysílají majákové rámce (beacon, tj. oznamování existence SSID), nedojde tak k vyčerpání přenosové kapacity ve větších Wi-Fi sítích (pouhým oznamováním existence SSID), kde více přístupových bodů vysílá na stejné nebo překrývající se frekvenci 2,4 GHz.

### 802.11n
Standard 802.11n je zpětně kompatibilní se standardem 802.11g. Zavádí podporu MIMO, které usnadňuje překonávání překážek a zavádí navíc nepovinně podporu pásma 5 GHz. Rychlost bude:
- až 600 Mbps při 4×4 MIMO (4 streamy),
- až 450 Mbps při 3×3 MIMO (příklad implementace: Intel® WiFi Link 5300 Series),
- až 300 Mbps při 2×2 MIMO (např.: Intel® WiFi Link 5100 Series).

Skutečná rychlost by při 600 Mbps na fyzické vrstvě (L1) mohla být až 400 Mbps na MAC (L2) vrstvě. Reálně je s Intel® WiFi Link 5100 v noteboocích dosahováno reálné rychlosti nad 100 Mbps.

## Jednotlivé standardy

### 802.11b (neoficiálně Wi-Fi 1)
Tento standard je jedním z doplňků norem IEEE 802.11 zabývajících se definicí bezdrátového komunikačního standardu známým pod komerčním názvem Wi-Fi. Byl schválen v roce 1999 a oproti původnímu standardu navyšuje přenosovou rychlost na 11 Mbit/s v přenosovém pásmu 2,4 GHz a používá modulaci DSSS. Dosah až 12 km ve volném prostředí. Tento standard je velmi starý a prakticky již neexistují zařízení, které by neuměly novější standard 802.11g. Podpora velmi starého standardu 802.11b je často na přístupových bodech vypínána, aby využití nízkých rychlostí (1, 2, 5,5 a 11 Mbps) a režimu zpětné kompatibility negativně neovlivňovala všechna ostatní zařízení připojená k této bezdrátové síti (snížení přenosových rychlostí až o 80 %).[chybí lepší zdroj]

### 802.11a (neoficiálně Wi-Fi 2)
Tento standard využívá WiFi v pásmu 5 GHz. Používá modulaci OFDM. Oproti standardu IEEE 802.11b/IEEE 802.11g je tento stabilnější a vyspělejší. Má větší povolený vyzařovací výkon oproti 802.11b/g, tím ho lze používat na delší vzdálenosti.

### 802.11c
IEEE 802.11c je WiFi standard věnující se přemosťování v bezdrátových zařízeních. Jde o hotový standard doplňující standard IEEE 802.1D, který přidává požadavky na přemosťování Media Access Control (MAC), což je podvrstva linkové vrstvy.
Standard IEEE 802.1D upravuje základní LAN standard pro 802.11 rámce. Zejména dodává do klauzule 2.5 Support of the Internal Sublayer Service podklauzuli, která pokrývá přemosťovací operace v rámci 802.11 MAC podvrstvy.

### 802.11d
IEEE 802.11d je WiFi standard často nazývaný také jako globální harmonizační standard. Je používaný v zemích, kde nejsou povoleny systémy používající jiné dodatky ke standardu IEEE 802.11.
Definuje požadavky na fyzickou vrstvu k uspokojení regulačních domén nepokrytých existujícími standardy. Liší se v povolených frekvencích, vyzařovacích výkonech a propustnosti signálu. Specifikace eliminuje nutnost vývoje a výroby specifických produktů pro různé země.

#### Chování protokolu
Zapnutím podpory pro IEEE 802.11d v přístupovém bodě způsobí, že zařízení začne vysílat do celé sítě (broadcastovat) ISO kód země ve které se nachází jako součást svých beacon paketů a požadavků na odpověď. Pokud je zapnut, klient přizpůsobí své frekvence, vyzařovací výkon a propustnost. Standard je tak vhodný pro systémy, které chtějí poskytovat globální roaming.

### 802.11e
IEEE 802.11e je WiFi doplněk standardu IEEE 802.11 vylepšující takzvanou Media Access Control (MAC) podvrstvu linkové vrstvy rozšířením podpory kvalitu služeb (Quality of Service, QoS). Standard je důležitý pro aplikace citlivé na zpoždění jako jsou Voice over Wireless IP a proudová multimédia.

### 802.11g (neoficiálně Wi-Fi 3)
Je WiFi standard rozšiřující IEEE 802.11b. Je zpětně kompatibilní, vysílá ve stejném frekvenčním pásmu 2400 - 2485 MHz, ale maximální nominální rychlost je 54 Mbit/s, což odpovídá přenosům přibližně o rychlosti 25 Mbit/s.
Použité modulační schéma je OFDM pro rychlosti 6, 9, 12, 18, 24, 36, 48 a 54 Mbit/s, přičemž pro rychlosti 1, 2, 5.5 a 11 Mbit/s je použito stejné schéma jako ve standardu IEEE 802.11b.

### 802.11h
IEEE 802.11h je WiFi standard doplňující IEEE 802.11a, který je navržen s ohledem na evropské podmínky, aby bylo možné sítě využívat mimo budovy. Řeší například problémy s rušením od ostatních zařízení, pracujících na 5 GHz frekvenci. Na tomto pásmu pracují například radary nebo některé satelitní systémy. V podstatě mají bezdrátová zařízení v případě, že detekovaly rušení omezit vysílací výkon nebo uvolnit kanál, na kterém toto rušení rozpoznaly.
Tento standard upravuje fyzickou vrstvu a podčást linkové vrstvy, takzvanou Media Access Control (MAC) podvrstvu. Dynamickým výběrem kanálu přináší také lepší pokrytí jednotlivých kanálů.

### 802.11n (Wi-Fi 4)
IEEE 802.11n je Wi-Fi standard, který si klade za cíl upravit fyzickou vrstvu a podčást linkové vrstvy, takzvanou Media Access Control (MAC) podvrstvu tak, aby se docílilo reálných rychlostí přes 100 Mbit/s. Maximální fyzická (L1) rychlost může být až 600 Mbit/s při MAC (L2) rychlosti až 400 Mbit, to v konfiguraci 4×4 MIMO. V roce 2008 se masověji prodávají zařízení 802.11n Draft 2.0, typicky s konfigurací 2×2 nebo max. 3×3 MIMO. Reálná přenosová rychlost (L4) zatím do 200 Mbit/s...
Zvýšení rychlosti se dosahuje použitím MIMO (multiple input multiple output) technologie, která využívá vícero vysílacích a přijímacích antén.

### 802.11ax (Wi-Fi 6 a 6E)
Standard 802.11ax je definován pro sítě na kmitočtech 2,4 i 5 GHz a je označován též jako Wi-Fi 6, případně Wi-Fi 6E při využití budoucího pásma RLAN 6 GHz. Zavádí techniku modulace OFDMA známou z celulárních sítí (LTE, 5G, WiMAX). Hlavním cílem je zvýšit propustnost v zahuštěných sítích v omezeném prostoru, například v kancelářských nebo průmyslových objektech.

### 802.11ay
IEEE 802.11ay, též nazývaný EDMG (Enhanced Directional MultiGigabit PHY) je dodatek stávajícího standardu IEEE 802.11ad (WiGig, max. 2,16 GHz), který definuje novou fyzickou vrstvu pro sítě 802.11 pro provoz v pásmu milimetrových vln 60 GHz. Vývoj standardu začal v roce 2015, dokončení bylo předpokládáno v roce 2017, ale schválen byl nakonec až v březnu 2021. Mezi hlavní cíle patří rozšířit propustnost, rozsah a možné užití pro vnitřní provoz a komunikaci na krátkou vzdálenost, protože dosah je omezen absorpcí vln atmosférickým kyslíkem a neschopností proniknout stěnami. Maximální přenosová rychlost 802.11ay je 20–40 Gbps. Hlavním rozšířením je: spojování kanálů (2, 3 a 4 až na šířku 8,64 GHz, jeden kanál až 44 Gbps, tj. max 176 Gbps), MIMO (až 8 toků) a vyšší modulační schémata (až 256-QAM). Předpokládaný dosah je 300–500 m.
Možné využití je náhrada kabelového Ethernetu nebo venkovní bezdrátové propojky pro providery. Standard by neměl být zaměňován s 802.11ax, který byl schválen v roce 2021 a je určen pro nižší frekvence, které částečně pronikají zdmi, zatímco 802.ay je zdmi blokován.

## Kanály a mezinárodní kompatibilita

Grafická reprezentace Wi-Fi kanálů v pásmu 2.4 GHz

Standard 802.11 dělí každé z výše popsaných pásem do kanálů podobným způsobem, jako jsou rozděleny pásma rozhlasového a televizního vysílání. Například pásmo 2,4000-2,4835 GHz je rozděleno do 13 kanálů vzájemně posunutých o 5 MHz, přičemž kanál 1 pracuje na frekvenci 2,412 GHz a kanál 13 na frekvenci 2,472 GHz (Japonsko přidalo 14. kanál, který je povolen pouze pro 802.11b, a je posunut o 12 MHz od kanálu 13). 802.11b byl založen na DSSS modulaci s celkovou šířkou kanálu 22 MHz bez strmých prahů. Kvůli tomu jsou pouze tři nepřekrývající se kanály v celém pásmu. Dokonce i nyní je mnoho zařízení dodáváno s přednastavenými kanály 1, 6 a 11, i když novější standard 802.11g umožňuje čtyři vzájemně se nepřekrývající kanály - 1, 5, 9 a 13. Nyní jsou k dispozici čtyři, protože ODFM modulované 802.11g kanály jsou 20 MHz široké.

Dostupnost kanálů se řídí podle toho, jak který stát přiděluje rádiové spektrum různým službám. Na jedné straně Japonsko umožňuje použití všech 14 kanálů pro 802.11b, naproti tomu jiné země, jako je například Španělsko, zpočátku povolily jen kanály 10 a 11, Francie povolila pouze 10, 11, 12 a 13. Nyní jsou povoleny kanály 1 až 13. Severní Amerika a některé země Střední a Jižní Ameriky povolují pouze kanály 1 až 11.
Kromě určení střední frekvence kanálu, 802.11 rovněž specifikuje (v kapitole 17) spektrální masku definující maximální povolený vysílací výkon v každém kanálu. Maska vyžaduje signál oslabený minimálně o 20 dB od amplitudy vrcholu v rozmezí ± 11 MHz od střední frekvence, tedy bodu, ve kterém je kanál efektivně široký 22 MHz. Jedním z důsledků je, že zařízení může použít pouze každý čtvrtý nebo pátý kanál bez překrytí, obvykle 1. 6. a 11. v Americe, a teoreticky 1. 5. 9. a 13. v Evropě, ačkoli použití kanálů 1, 6 a 11 je v Evropě také typické. Dále kanály 1-13 účinně využívají pásmo 2.401-2.483 GHz, skutečně alokované však je, například, 2.400-2.4835 GHz ve Velké Británii, 2.402-2.4735 GHz v USA, atd.

Spektrální masky pro 802.11g kanály 1–14 v pásmu 2.4 GHz

Vzhledem k tomu, že spektrální maska definuje pouze omezení vysílacího výkonu až do ±11 MHz od střední frekvence, aby byl zeslaben o -50 dBr, tak se často předpokládá, že energie kanálu nesahá za tyto meze. Mnohem přesnější je říci, že vzhledem k oddělení kanálů 1, 6 a 11, by měl být signál na každém z nich dostatečně oslabený tak, že bude jen minimálně rušit zařízení na jiném kanálu. Vzhledem k near-far problému může vysílač ovlivnit (znecitlivět) přijímač na "nepřekrývajícím" se kanálu, ale pouze v případě, že se nachází v blízkosti přijímače (méně než metr) nebo pracuje nad povolenými úrovněmi výkonu.
Ačkoliv tvrzení, že kanály 1, 6, a 11 se "nepřekrývají" je omezeno na frekvenční posun nebo rušení zařízení, zásada 1-6-11 má význam. Pokud jsou vysílače u sebe blíže, než na kanálech 1, 6 a 11 (například 1, 4, 7 a 10), tak může překrývání mezi kanály způsobit nepřijatelné zhoršení kvality signálu a propustnosti. Pokud nejsou vysílající zařízení blízko sebe, lze využít útlum signálu a je pak možné překrývající se kanály využít (díky frekvenční modulaci lze na přijímající straně slabší signál snadno odfiltrovat).
Regdomain IEEE 802.11 je regulační oblast. Různé státy definují různé úrovně povoleného vysílacího výkonu, času, po který může být kanál obsazený a různé dostupné kanály. Doménové kódy jsou specifikovány pro Spojené státy, Kanadu, ETSI (Evropu), Španělsko, Francii, Japonsko a Čínu.
Většina wifi zařízení je v základu nastavena na regdomain 0, což znamená "nejmenší" společné nastavení, tj. zařízení nebude mít vysílací výkon nad stanovenou mezí nikde na světě, ani nebude využívat frekvence, které nejsou všude povoleny. Nastavení regdomain je často složité nebo ani není možné ho změnit, aby koncoví uživatelé nebyli v rozporu s místními regulačními úřady (v ČR Český telekomunikační úřad).

## Dodatky k IEEE 802.11 standardu
- IEEE 802.11 – Původní standard pro 1 a 2 Mbit/s rychlost s frekvencí 2,4 GHz (1999)
- IEEE 802.11a – 54 Mbit/s, 5 GHz standard (1999, produkty od 2001)
- IEEE 802.11ac – 1 Gbit/s, 2,4 a 5 GHz standard (2011–2013, produkty od 2014)
- IEEE 802.11ad – 7 Gbit/s, 2,4, 5 a 60 GHz standard (2009–2012, produkty od 2016)[4]
- IEEE 802.11ah – WiFi HaLow, protokol pro pásmo 900 MHz, nízký výkon a vyšší dosah, např. IoT (2017)
- IEEE 802.11ax –  Tzv. WiFi 6
- IEEE 802.11b – Vylepšení 802.11 s podporou 5,5 a 11 Mbit/s (1999)
- IEEE 802.11c – Bezdrátové přemostění (bridge); obsaženo v IEEE 802.1D standardu (2001)
- IEEE 802.11d – Mezinárodní roamingový dodatek (2001)
- IEEE 802.11e – Vylepšení QoS, včetně dlouhých (burst) paketů (2005)
- IEEE 802.11F – Komunikace mezi bezdrátovými přístupovými body (2003) Stažen v březnu 2006.
- IEEE 802.11g – 54 Mbit/s, 2,4 GHz standard (zpětně kompatibilní s 802.11b) (2003)
- IEEE 802.11h – Správa spektra 802.11a (5 GHz) pro Evropu (2004)
- IEEE 802.11i – Vylepšený autentizační a šifrovací algoritmus (WPA2) (2004)
- IEEE 802.11j – Dodatek pro Japonsko; nová frekvenční pásma pro multimedia (2004)
- IEEE 802.11k – Vylepšení správy rádio zdrojů pro vysoké frekvence (navazuje na IEEE 802.11j), klient si průběžně skenuje okolní AP a hledá nejvhodnější, ke kterému by se připojil
- IEEE 802.11l – (rezervováno a nebude použito)
- IEEE 802.11m – Správa standardu: přenosové metody a drobné úpravy.
- IEEE 802.11n – Vylepšení pro vyšší datovou propustnost
- IEEE 802.11o – (rezervováno a nebude použito)
- IEEE 802.11p – Bezdrátový přístup pro pohyblivé prostředí (auta, vlaky, sanitky)
- IEEE 802.11q – (rezervováno a nebude použito, aby se nepletlo s 802.1Q)
- IEEE 802.11r – Rychlé přesuny mezi přístupovými body (roaming) (2008), autentizační tokeny lze sdílet (např. přes centrální controller)
- IEEE 802.11s – Samoorganizující se bezdrátové sítě. (ESS Mesh Networking)
- IEEE 802.11T – Předpověď bezdrátového výkonu – testovací metody
- IEEE 802.11u – Spolupráce se sítěmi mimo 802 standardy (například s mobilními sítěmi)
- IEEE 802.11v – Správa bezdrátových sítí (konfigurace klientských zařízení během připojení), umožňuje zjistit, jak jsou okolní AP zatížena (klient si může vybrat slabší připojení, avšak s méně připojenými klienty)
- IEEE 802.11w – Chráněné servisní rámce
- IEEE 802.11x – (rezervováno a nebude použito)
- IEEE 802.11y – Pro běh ve frekvenčním pásmu 3650 – 3700 MHz (veřejné pásmo v USA)

Pojem 802.11x je neformálně používán k označení libovolného 802.11 standardu. (Standard IEEE 802.1X pro řízení přístupu k síti založený na autentizaci a filtrování portů, je běžně nesprávně označován jako 802.11x.)
802.11F a 802.11T jsou samostatné dokumenty, a nejsou to tedy dodatky k IEEE 802.11 standardu. Proto obsahují velké písmeno.